# Drop Zone
 Drop Zone és una pel·lícula estatunidenca dirigida per John Badham, estrenada el 1994.

## Argument
A bord d'un avió, els germans Pete i Terry Nessip, policies, escorten l'hàbil pirata informàtic Earl Leady.
Durant el vol, l'avió és objecte d'un atac terrorista i el criminal és capaç de saltar en paracaigudes amb l'ajuda d'un equip de paracaigudistes experimentats. En l'atac, per desgràcia, Terry va perdre la vida. Pete està suspès de les seves funcions, perquè la seva versió de l'evasió de Ledy no té credibilitat i comença a investigar als responsables del fet, descobrint que els paracaigudistes són acrobàtics. Estudiant en secret el món dels paracaigudistes, Pete comença a fer classes de paracaigudisme de Jessie, la dona d'un membre de la banda, que des d'aleshores ha estat assassinat. A mesura que el trencaclosques es torna a muntar, Pete s'adona que l'objectiu de la banda, liderada per Ty Moncrief, és atacar els ordinadors de les forces de l'ordre per esbrinar els noms dels policies infiltrats en les organitzacions de tràfic de drogues.

## Producció
Drop Zone va ser un dels films d'acció amb paracaigudes de l'any 1994; l'altre va ser Terminal Velocity. La idea original té l'origen en dos paracaigudistes professionals, Tony Griffin i Guy Manos. Un dels guionistes de la pel·lícula, Peter Barsocchini, escriuria més tard High School Musical. Steven Seagal era originalment el protagonista (per uns 15 milions).
La pel·lícula té una certa semblança amb la pel·lícula d'acció de 1994 Freefall, que va sobre un espia paracaigudista que descobreix una trama que treu a la llum les identitats d'agents de la Interpol. Les pòlisses d'assegurances de Wesley Snipes i la majoria del càsting els impedien fer paracaigudisme. Tanmateix, Michael Jeter saltà.

## Repartiment
- Wesley Snipes: Pete Nessip
- Gary Busey: Ty Moncrief
- Yancy Butler: Jessie Crossman
- Michael Jeter: Earl Leedy
- Corin Nemec: Selkirk
- Kyle Secor: Swoop
- Luca Bercovici: Don Jagger
- Malcolm-Jamal Warner: Terry Nessip
- Rex Linn: Bobby
- Grace Zabriskie: Winona
- Robert Lasardo: Diputat Dog
- Sam Hennings: Torski
- Claire Stansfield: Kara
- Mickey Jones: Deuce
- Andy Romano: Tom McCracken

## Banda original
Drop Zone: Original Motion Picture Soundtrack
- Drop Zone
- Hyphopera
- Hi Jack
- Terry's Dropped Out
- Flashback and Fries
- Miami Jump
- Too Many Notes-Not Enough Rests
- After The Dub